# Alexander Schallenberg
Alexander Schallenberg, avstrijski politik, pravnik in diplomat, * 20. junij 1969, Bern, Švica. 
Schallenberg je dvakratni minister za zunanje zadeve Republike Avstrije. Prvič je funkcijo opravljal med junijem 2019 in oktobrom 2021, ko je po umiku Sebastiana Kurza postal avstrijski zvezni kancler. Po Kurzevem odhodu z vrha stranke je Schallenberg kanclersko mesto predal novemu predsedniku Avstrijske ljudske stranke Karlu Nehammerju, sam pa se je vrnil na mesto zunanjega ministra. Po odstopu kanclerja Karla Nehammerja je 10. januarja začasno znova prevzel položaj kanclerja.

## Mladost
Rodil se je 20. junija 1969 v švicarskem glavnem mestu Bern. Zaradi očetove diplomatske službe je odraščal v Indiji, Španiji in Parizu. Od leta 1989 do 1994 je študiral pravo na Univerzi na Dunaju in Univerzi v Parizu II Panthéon-Assas. Leta 1997 je vstopil v avstrijsko diplomacijo.

## Politika
3. junija 2019 je nasledil Karin Kneissl kot avstrijski zunanji minister, mandat je ohranil tudi v drugem mandatu kanclerja Sebastiana Kurza. V svojem mandatu je med drugim soustvaril neformalno pobudo Central 5, ki združuje zunanje ministre Avstrije, Češke, Madžarske, Slovaške in Slovenije. 
9. oktobra je ob svojem odstopu Sebastian Kurz Schallenberga predlagal za svojega naslednika na kanclerskem položaju. Kot novi avstrijski kancler je prisegel že čez dva dni, 11. oktobra 2021. Na zunanjem ministrstvu ga je istočasno zamenjal Michael Linhart. 2. decembra, na dan ko je konec svoje politične kariere naznanil Sebasitan Kurz, je Schallenberg po dveh mesecih mandata odstopil z mesta avstrijskega kanclerja. Svoj odhod je argumentiral, da nikdar ni želel prevzeti vodenja stranke in da želi, da je na mestu kanclerja in predsednika stranke ista oseba.
6. decembra je bil na mesto kanzlerja izvoljen Karl Nehammer, novi predsednik Avstrijske ljudske stranke. Schallenberger se je vrnil na čelo ministrstva za zunanje zadeve.
Po tem, ko so po zveznih volitvah leta 2024 propadla pogajanja med Avstrijsko ljudsko stranko, SPÖ in NEOS, je kancler Karl Nehammer napovedal svoj odstop z mesta kanclerja in vodje stranke. 10. januarja je njegove kanclerske dolžnosti začasno prevzel Schallenberg, ki je ob tem ostal na položaju zunanjega ministra. Obe funkciji je opravljal do imenovanja nove vlade, 3. marca 2025. 

## Zasebno
Alexander Schallenberg izvira iz starodavne avstrijske plemiške družine Schallenbergov, med njegovimi predniki pa so tudi gospodje Črnomaljski.
Schallenberg se je leta 1995 poročil s francosko-belgijsko evropsko javno uslužbenko in diplomantko evropske šole Marie-Isabelle Hénin. Je hči Erika Hénina in Isabelle Le Maresquier, znane konjeniške ter pariške družbenice iz šestdesetih let dvajsetega stoletja. Prav tako je vnukinja uglednega francoskega arhitekta Noëla Le Maresquierja in španske plemkinje Conchite López de Tejada; Isabelle Le Maresquier je bila nečakinja francoskega premierja Michela Debréja. Pierre Bourdieu je o njeni družini razpravljal kot o primeru francoskega "državnega plemstva".
Alexander in Marie-Isabelle Schallenberg imata štiri otroke, kasneje sta se ločila.